# Conseil européen du 23 avril 2020 en vidéoconférence
La réunion du Conseil européen du 23 avril 2020 en vidéoconférence est presque entièrement consacrée à la crise sanitaire et économique qui résulte de l'épidémie du coronavirus COVID-19. Elle fait suite à une troisième vidéoconférence organisée le 26 mars 2020 sur le même sujet.
Les dirigeants de l'Union européenne entament leurs discussions sur un « Fonds pour la relance » selon les termes du communiqué final, ou plus simplement plan de relance, et mandatent la Commission européenne pour faire des propositions à son sujet dans le courant du mois de mai. Devant la gravité de la situation économique et sociale de l'UE, les dirigeants sont convenus de la nécessité d'une relance forte mais sont encore loin d'un consensus sur ses modalités.

## Contexte
En mars 2020, la progression rapide de l'épidémie conduit chaque État à prendre des mesures d'urgence sanitaire, sociale et économique, sans coordination européenne. Toutefois, l'Union européenne ne peut être laissée de côté en raison de la nécessité d'organiser les déplacements de personnes et de marchandises, de renforcer les acteurs de santé publique, de donner aux États des marges de manœuvre budgétaires et de s'appuyer sur ses moyens financiers. La Commission européenne a donc préparé avant le Conseil européen du 17 mars un ensemble de propositions portant notamment sur l'assouplissement, voire la suspension, des règles relatives au pacte de stabilité et de croissance et au régime des aides d’État,.
À mi-avril, tous les États membres avaient interdit les rassemblements publics, fermé — complètement ou en partie — les établissements scolaires et introduit des restrictions en matière de franchissements des frontières et de déplacements. Plus de la moitié des États membres de l’UE ont déclaré l’état d’urgence. Ces mesures restrictives ont permis de ralentir la progression du virus et de sauver des dizaines de milliers de vies, mais elles ont des conséquences socio-économiques majeures qui obligent les États mais aussi l'UE à intervenir massivement en soutien.
Durant la seconde quinzaine d'avril, tous les États préparent leur plan de levée progressive des mesures restrictives et focalisent leur attention sur le redémarrage de l'économie et l'amortissement social de la récession majeure que l'Europe va connaître en 2020.
C'est pourquoi, après trois vidéoconférences consacrées principalement aux mesures d'urgence à prendre, cette quatrième réunion des dirigeants en vidéoconférence est essentiellement consacrée aux mesures de relance.

## Conclusions
Les conclusions du Conseil européen portent sur quatre points principaux liés à la pandémie, :
- Feuille de route européenne commune pour la levée des mesures visant à contenir la propagation de la COVID-19 : la feuille de route préparée par la Commission et le concours notamment du Centre européen de prévention et de contrôle des maladies (ECDC), fait la synthèse des mesures prises par les États membres pour enrayer la pandémie et propose un ensemble de principes et de mesures d'accompagnement qui devraient guider la levée progressive du confinement. Chaque État demeure responsable de définir le plan d'actions le concernant[3].
- Feuille de route commune pour la relance économique : le Conseil européen « accueille favorablement » le canevas  présenté par la Commission. Celui-ci propose quatre domaines d'action : l'approfondissement du marché unique (ou marché intérieur) européen dans le sens notamment de l'amélioration de l'autonomie stratégique de l'UE, un effort d'investissement massif de type plan Marshall en particulier dans les transitions verte[a] et numérique, une action au niveau mondial pour assurer le rétablissement des flux commerciaux et des voies d'approvisionnement et aider les pays au voisinage immédiat de l'UE et les pays d'Afrique, et enfin l'amélioration de la gouvernance de l'Europe pour la rendre plus efficace et résiliante face aux crises[6].
- « Paquet » de 540 milliards d'euros en faveur des travailleurs, des entreprises et des États, adopté par l'Eurogroupe le 9 avril dernier : les dirigeants approuvent les mesures adoptées par l'Eurogroupe qui assouplissent certaines règles budgétaires de l'UE et ouvrent des lignes de crédits utilisables par les États pour compléter les « filets de sécurité » que chacun d'entre eux a déjà mis en place depuis le début de la crise[7],[8].
- Étude de la mise en place d'un Fonds pour la relance et de son articulation avec le Cadre financier pluriannuel[9] (CFP) 2021-2027 : les dirigeants de l'Union européenne mandatent la Commission européenne pour faire des propositions à son sujet dans le courant du mois de mai. Devant la gravité de la situation économique et sociale de l'UE, les dirigeants sont convenus de la nécessité d'une relance forte mais sont encore loin d'un consensus sur ses modalités[5].